# Papaverina
La papaverina es un compuesto bencilisoquinólico que difiere de los alcaloides del opio del grupo de los mórficos tanto desde el punto de vista químico como del farmacológico. No es narcótica, ni produce toxicomanías. Su principal efecto farmacológico consiste en la relajación del músculo liso; además, ejerce moderados efectos del tipo de los de la quinidina sobre el corazón. Su estructura química fue determinada por primera vez por el químico Guido Goldschmiedt a finales del siglo XIX.

## Farmacología
La papaverina es un alcaloide que constituye el 0.8 al 1.0% del opio crudo. El nombre le viene del término científico de la adormidera: Papaver somniferum. Es un inhibidor de la fosfodiesterasa.
La papaverina es un relajante no específico del músculo liso. El efecto de vasodilatación se relaciona con su capacidad de inhibición de la fosfodiesterasa de los nucleótidos cíclicos, acción por la cual se emplea mucho como instrumento experimental.
La papaverina es capaz de producir dilatación arteriolar en la circulación sistémica, coronaria y cerebral. las grandes dosis pueden producir arritmias. Los efectos directos al miocardio se ven con la administración de grandes dosis por vía parenteral.
También afecta a la fosfodiesterasa del cuerpo estriado del cerebro, provocando ansiedad y trastornos cognitivos y motores aunque al parecer puede tener un efecto anti psicótico.[cita requerida]

## Efectos secundarios
Se incluyen rubor facial, taquicardia, somnolencia y síntomas gastrointestinales. La papaverina causa frecuentemente elevación de la actividad plasmática de la fosfatasa alcalina y de las transaminasas, indicando toxicidad hepática.